# Фомина
Фо́мина (рос. Фомина) — присілок у складі Ірбітського міського округу Свердловської області.
Населення — 699 осіб (2010, 739 у 2002).
Національний склад населення станом на 2002 рік: росіяни — 98 %.